# Thiétreville
Thiétreville és un municipi francès situat al departament del Sena Marítim i a la regió de Normandia. L'any 2007 tenia 344 habitants.

## Demografia

### Població
El 2007 la població de fet de Thiétreville era de 344 persones. Hi havia 124 famílies de les quals 20 eren unipersonals (4 homes vivint sols i 16 dones vivint soles), 48 parelles sense fills, 44 parelles amb fills i 12 famílies monoparentals amb fills.
La població ha evolucionat segons el següent gràfic:
Habitants censats

### Habitatges
El 2007 hi havia 147 habitatges, 125 eren l'habitatge principal de la família, 15 eren segones residències i 7 estaven desocupats. 141 eren cases i 6 eren apartaments. Dels 125 habitatges principals, 98 estaven ocupats pels seus propietaris, 22 estaven llogats i ocupats pels llogaters i 5 estaven cedits a títol gratuït; 3 tenien una cambra, 3 en tenien dues, 15 en tenien tres, 38 en tenien quatre i 66 en tenien cinc o més. 104 habitatges disposaven pel capbaix d'una plaça de pàrquing. A 54 habitatges hi havia un automòbil i a 65 n'hi havia dos o més.

### Piràmide de població
La piràmide de població per edats i sexe el 2009 era:
| Homes | Edats   | Dones |
| ----- | ------- | ----- |
| 0     | 95 o +  | 0     |
| 0     | 90 a 94 | 0     |
| 0     | 85 a 89 | 0     |
| 0     | 80 a 84 | 0     |
| 4     | 75 a 79 | 0     |
| 8     | 70 a 74 | 12    |
| 8     | 65 a 69 | 8     |
| 0     | 60 a 64 | 16    |
| 8     | 55 a 59 | 4     |
| 8     | 50 a 54 | 0     |
| 20    | 45 a 49 | 20    |
| 8     | 40 a 44 | 12    |
| 12    | 35 a 39 | 12    |
| 20    | 30 a 34 | 20    |
| 0     | 25 a 29 | 8     |
| 20    | 20 a 24 | 16    |
| 4     | 15 a 19 | 24    |
| 12    | 10 a 14 | 4     |
| 20    | 5 a 9   | 8     |
| 8     | 0 a 4   | 20    |

## Economia
El 2007 la població en edat de treballar era de 230 persones, 168 eren actives i 62 eren inactives. De les 168 persones actives 155 estaven ocupades (91 homes i 64 dones) i 13 estaven aturades (2 homes i 11 dones). De les 62 persones inactives 22 estaven jubilades, 17 estaven estudiant i 23 estaven classificades com a «altres inactius».

### Ingressos
El 2009 a Thiétreville hi havia 135 unitats fiscals que integraven 370,5 persones, la mediana anual d'ingressos fiscals per persona era de 17.640 €.

### Activitats econòmiques
Dels 11 establiments que hi havia el 2007, 1 era d'una empresa extractiva, 2 d'empreses de fabricació de material elèctric, 1 d'una empresa de fabricació d'altres productes industrials, 2 d'empreses de construcció, 1 d'una empresa de comerç i reparació d'automòbils, 1 d'una empresa d'hostatgeria i restauració, 1 d'una empresa d'informació i comunicació, 1 d'una empresa financera i 1 d'una entitat de l'administració pública.
Els 2 serveis als particulars que hi havia el 2009 eren lampisteries.
L'any 2000 a Thiétreville hi havia 6 explotacions agrícoles que ocupaven un total de 348 hectàrees.

## Equipaments sanitaris i escolars
El 2009 hi havia una escola elemental integrada dins d'un grup escolar amb les comunes properes formant una escola dispersa.

## Poblacions més properes
El següent diagrama mostra les poblacions més properes.